# Puyrenier
Puyrenier, parfois orthographiée Puyrénier, est une ancienne commune française située dans le département de la Dordogne, en région Nouvelle-Aquitaine.
Elle est intégrée au parc naturel régional Périgord-Limousin.
Au 1er janvier 2017, elle fusionne avec huit autres communes pour former la commune nouvelle de Mareuil en Périgord.

## Géographie

### Généralités
Dans le quart nord-ouest du département de la Dordogne, la commune déléguée de Puyrenier se situe dans la partie orientale de la commune nouvelle de Mareuil en Périgord. Elle s'étend sur 7,42 km2. Elle est bordée au nord sur plus de six kilomètres par la Lizonne, ici appelée Nizonne, qui marque la limite avec la commune de Rudeau-Ladosse.
L'altitude minimale avec 105 mètres se trouve localisée à l'extrême nord-ouest, là où la Nizonne quitte la commune déléguée et sert de limite entre Beaussac et Les Graulges. L'altitude maximale avec 203 mètres est située à l'ouest du bourg, au sud du lieu-dit Nanchères. Sur le plan géologique, le sol se compose principalement de calcaires du Crétacé au nord et à l'est, de sables, argiles ou graviers pléistocènes au sud, avec des alluvions holocènes dans la vallée de la Nizonne.
À l'écart des routes principales, le petit bourg de Puyrenier est situé, en distances orthodromiques, quatre kilomètres au nord-est du bourg de Mareuil et quinze kilomètres à l'ouest-sud-ouest de Nontron.
Le territoire communal est desservi à l'est par la route départementale 93.

### Communes limitrophes

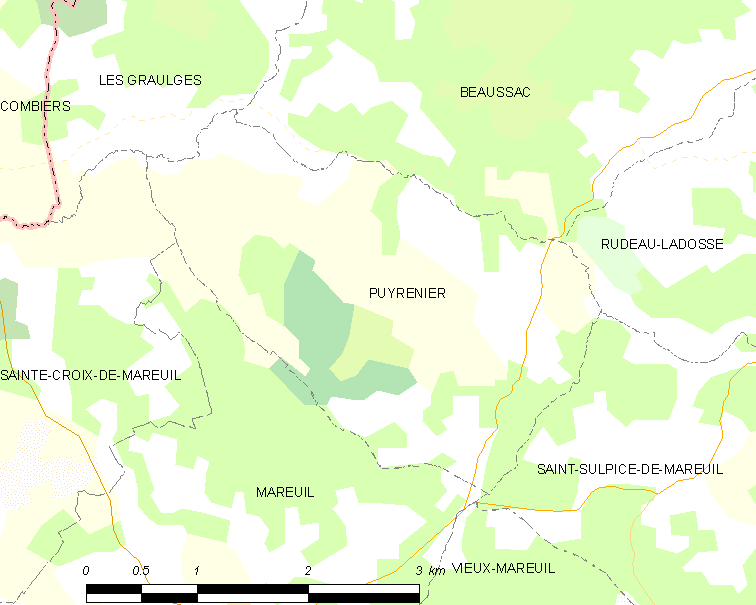
Carte de BaneuilPuyrenier et des communes avoisinantes en 2016, avant la création de la commune nouvelle de Mareuil en Périgord.

En 2016, année précédant la création de la commune nouvelle de Mareuil en Périgord, Puyrenier était limitrophe de six autres communes. Au sud-est, son territoire était distant d'environ 120 mètres de celui de Vieux-Mareuil.
| Les Graulges            | Beaussac  |                          |
| Sainte-Croix-de-Mareuil | Puyrenier | Rudeau-Ladosse           |
|                         | Mareuil   | Saint-Sulpice-de-Mareuil |

### Milieux naturels et biodiversité

#### Parc naturel
La commune fait partie du parc naturel régional Périgord-Limousin depuis la création de celui-ci en 1998, adhésion renouvelée en 2011.

#### ZNIEFF

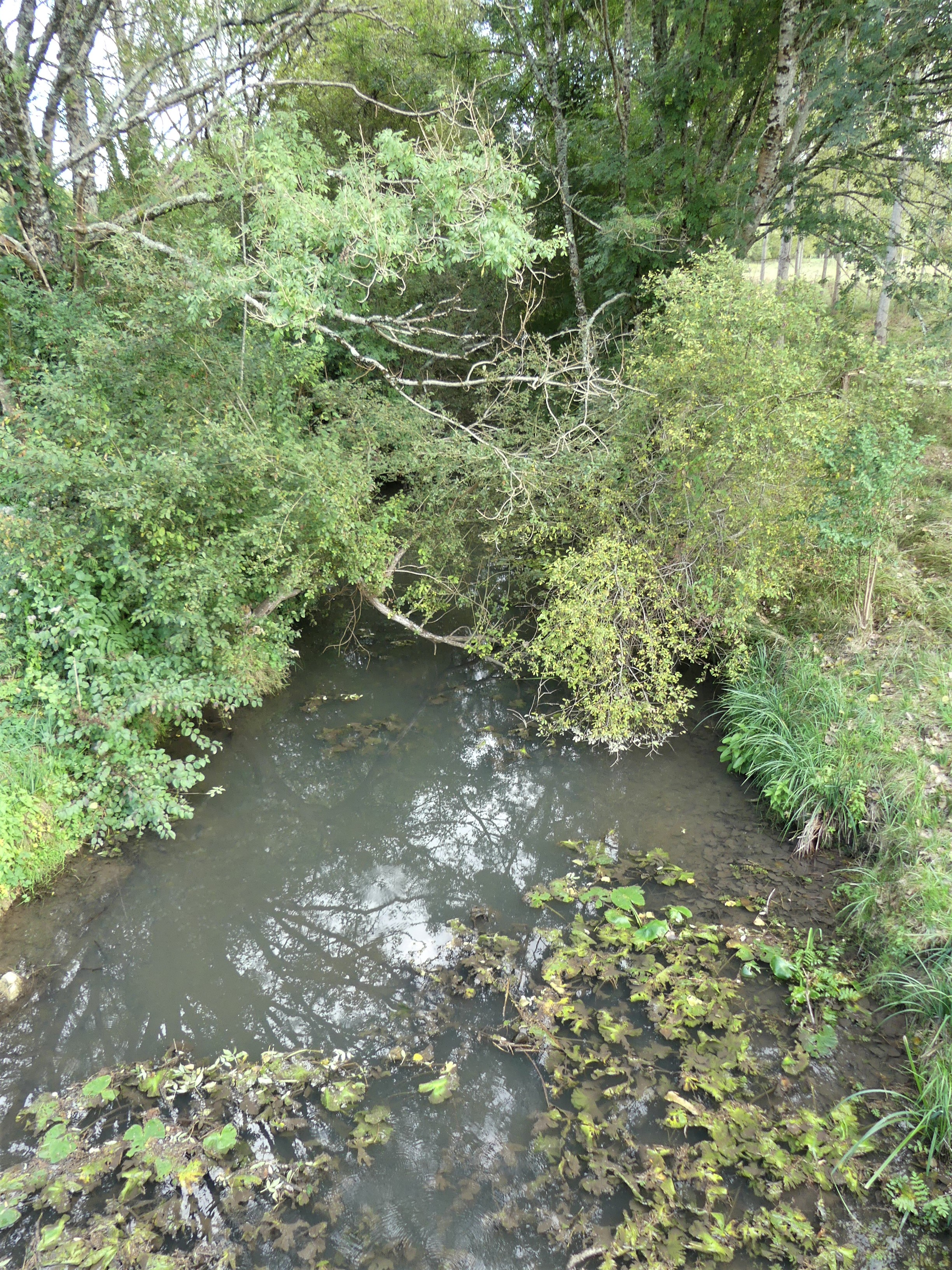
La Nizonne au pont du Râteau, en limite de Beaussac (vue vers l'amont).

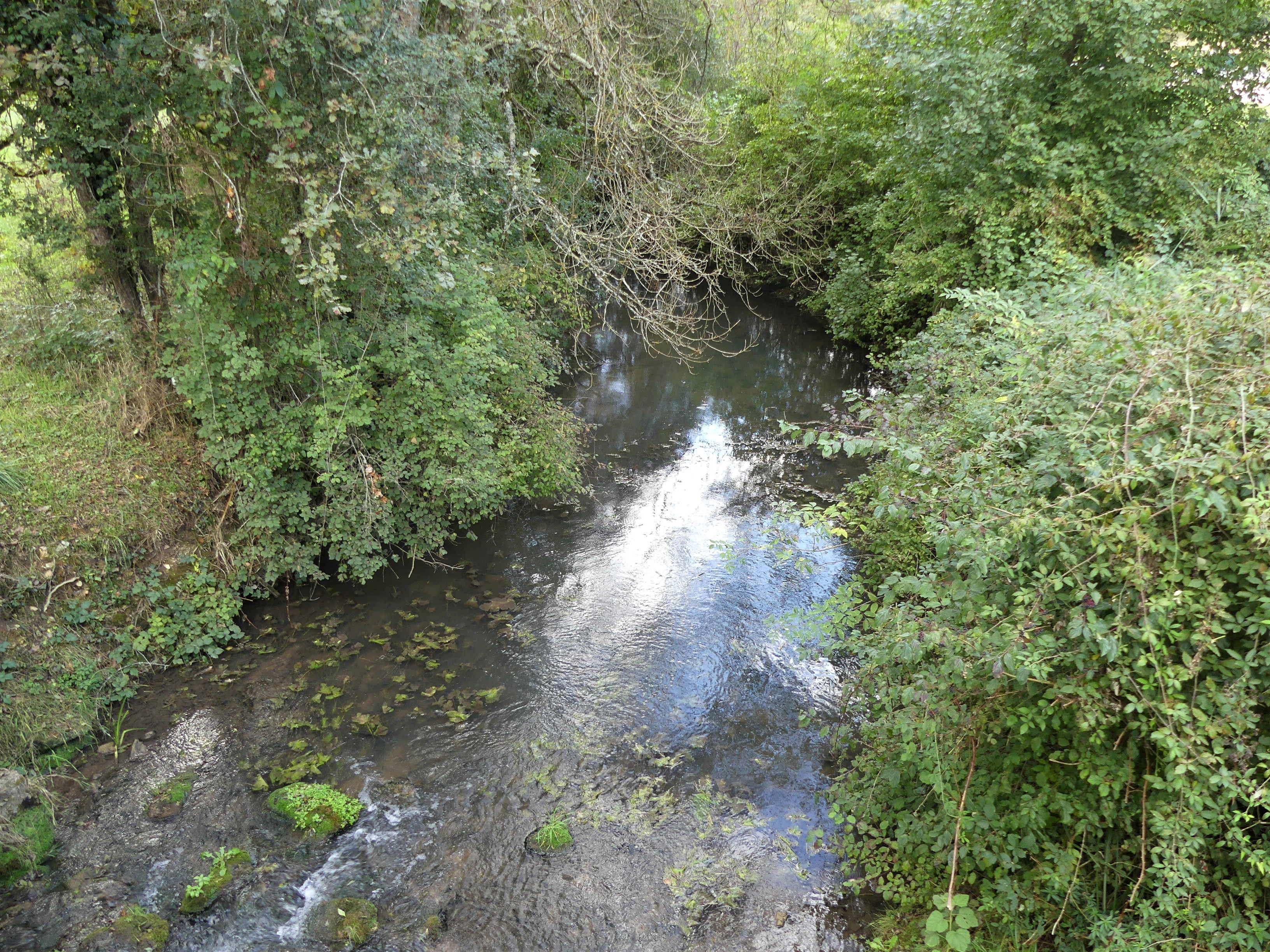
La Nizonne au pont du Râteau, en limite de Beaussac (vue vers l'aval).

La vallée de la Nizonne est protégée dans sa traversée du territoire communal au titre de la zone naturelle d'intérêt écologique, faunistique et floristique (ZNIEFF) de type II « Vallée de la Nizonne »,.
Sa faune est constituée d'environ 250 espèces dont trente sont considérées comme déterminantes :
- vingt mammifères, dont la Loutre d'Europe (Lutra lutra), le Vison d'Europe (Mustela lutreola) et dix-huit espèces de chauves-souris : la Barbastelle d'Europe (Barbastella barbastellus), le Grand murin (Myotis myotis), le Grand rhinolophe (Rhinolophus ferrumequinum), le Minioptère de Schreibers (Miniopterus schreibersii), le Murin à moustaches (Myotis mystacinus), le Murin à oreilles échancrées (Myotis emarginatus), le Murin de Bechstein (Myotis bechsteinii), le Murin de Daubenton (Myotis daubentonii), le Murin de Natterer (Myotis nattereri), la Noctule commune (Nyctalus noctula), la Noctule de Leisler (Nyctalus leisleri), l'Oreillard gris (Plecotus austriacus), l'Oreillard roux (Plecotus auritus), le Petit murin (Myotis blythii), le Petit rhinolophe (Rhinolophus hipposideros), la Pipistrelle de Kuhl (Pipistrellus kuhlii), la Pipistrelle de Nathusius (Pipistrellus nathusii) et la Sérotine commune (Eptesicus serotinus) ;
- sept insectes dont quatre papillons : l'Azuré de la croisette (Phengaris rebeli), l'Azuré de la sanguisorbe (Phengaris teleius), le Cuivré des marais (Lycaena dispar), le Fadet des laîches (Coenonympha oedippus), et trois libellules : l'Agrion de Mercure (Coenagrion mercuriale), la Cordulie à corps fin (Oxygastra curtisii) et le Gomphe de Graslin (Gomphus graslinii) ;
- deux amphibiens, la Rainette verte (Hyla arborea) et le Triton marbré (Triturus marmoratus) ;
- un reptile : la Cistude d'Europe (Emys orbicularis).

Sa flore est également constituée de plus de deux cents espèces de plantes, dont neuf sont considérées comme déterminantes : la Fritillaire pintade (Fritillaria meleagris), la Gentiane des marais (Gentiana pneumonanthe), l'Hélianthème blanc (Helianthemum canum), l'Orchis à fleurs lâches (Anacamptis laxiflora), l'Orpin de Nice (Sedum sediforme), le Pigamon jaune (Thalictrum flavum), la Sabline des chaumes (Arenaria controversa), le Scirpe des bois (Scirpus sylvaticus) et l'Utriculaire citrine (Utricularia australis).
Une mince bande d'environ 35 hectares, le long de la Nizonne, fait partie d'une ZNIEFF de type I « Marais alcalins de la vallée de la Nizonne », dans laquelle ont été recensées douze espèces déterminantes d'animaux : l'Agrion de Mercure (Coenagrion mercuriale), l'Azuré de la croisette (Phengaris rebeli), l'Azuré de la sanguisorbe (Phengaris teleius), la Cistude (Emys orbicularis), la Cordulie à corps fin (Oxygastra curtisii), le Cuivré des marais (Lycaena dispar), le Fadet des laîches (Coenonympha oedippus), le Gomphe de Graslin (Gomphus graslinii), la Loutre d'Europe (Lutra lutra), la Rainette verte (Hyla arborea), le Triton marbré (Triturus marmoratus) et le Vison d'Europe (Mustela lutreola), ainsi que cinq espèces déterminantes de plantes : la Fritillaire pintade (Fritillaria meleagris), la Gentiane des marais (Gentiana pneumonanthe), le Pigamon jaune (Thalictrum flavum), la Sagittaire à feuilles en flèche (Sagittaria sagittifolia) et l'Utriculaire citrine (Utricularia australis). Par ailleurs, 160 autres espèces animales et 156 autres espèces végétales y ont été répertoriées.

#### Natura 2000
La vallée de la Nizonne est aussi une zone Natura 2000 avec vingt espèces animales inscrites à l'annexe II de la directive habitats de l'Union européenne, :
- dix espèces de mammifères dont huit chauves-souris (Barbastelle d'Europe, Grand murin, Grand rhinolophe, Minioptère de Schreibers, Murin à oreilles échancrées, Murin de Bechstein, Petit murin et Petit rhinolophe), ainsi que la Loutre d'Europe et le Vison d'Europe (Mustela lutreola) ;
- parmi les insectes, le Damier de la succise (Euphydryas aurinia), plus six espèces déjà protégées dans la ZNIEFF du même nom, hormis l'Azuré de la croisette ;
- la tortue Cistude d'Europe ;
- le Chabot fluviatile (Cottus perifretum) et la Lamproie de Planer (Lampetra planeri).

## Urbanisme

### Villages, hameaux et lieux-dits
Outre le bourg de Puyrenier proprement dit, le territoire se compose d'autres villages ou hameaux, ainsi que de lieux-dits :
- les Bailles
- la Borderie
- Champellat
- Chez Picou
- la Combe
- Croix d'Agneau
- les Fayes
- Lacaud
- les Landes
- Matassia
- la Meynardie
- la Meyrie
- Nanchères
- Nardouillères
- Pont du Râteau
- Ségélard
- les Vergnes.

## Toponymie
Sur la carte de Cassini représentant la France entre 1756 et 1789, le village est identifié sous le nom de PuyRénier
Aux XXe et XXIe siècles, si « Puyrenier » correspond à la typographie officielle de l'Insee, le nom s'écrit également parfois « Puyrénier ». « Puy », la première partie du toponyme correspond à une hauteur, une petite colline, et la seconde partie, « Reinier », dérive d'un nom de personnage d'origine germanique (Ragin-hari-).
En occitan, la commune porte le nom de Puei Rainier.

## Histoire
Au 1er janvier 2017, Puyrenier fusionne avec huit autres communes pour former la commune nouvelle de Mareuil en Périgord dont la création a été entérinée par l'arrêté du 26 septembre 2016, entraînant la transformation des neuf anciennes communes en « communes déléguées ».

## Politique et administration

### Rattachements administratifs et électoraux
Dès 1790, la commune de Puyrenier (orthographiée Puirenier dans un premier temps) est rattachée au canton de Larochebeaucourt qui dépend du district de Nontron jusqu'en 1795, date de suppression des districts. Lorsque ce canton est supprimé par la loi du 8 pluviôse an IX (28 janvier 1801) portant sur la « réduction du nombre de justices de paix », la commune est rattachée au canton de Mareuil dépendant de l'arrondissement de Nontron.
Dans le cadre de la réforme de 2014 définie par le décret du 21 février 2014, ce canton disparaît aux élections départementales de mars 2015. La commune est alors rattachée au canton de Brantôme, renommé canton de Brantôme en Périgord en 2020.

### Intercommunalité
Fin 1995, Puyrenier intègre dès sa création la communauté de communes du Pays de Mareuil-en-Périgord. Celle-ci est dissoute au 31 décembre 2013 et remplacée au 1er janvier 2014 par la communauté de communes Dronne et Belle.

### Administration municipale
La population de la commune étant  inférieure à 100 habitants au recensement de 2011, sept conseillers municipaux ont été élus en 2014,. Seuls trois d'entre eux siégeront au conseil municipal de la commune nouvelle de Mareuil en Périgord, jusqu'au renouvellement des conseils municipaux français de 2020.

### Liste des maires puis des maires délégués

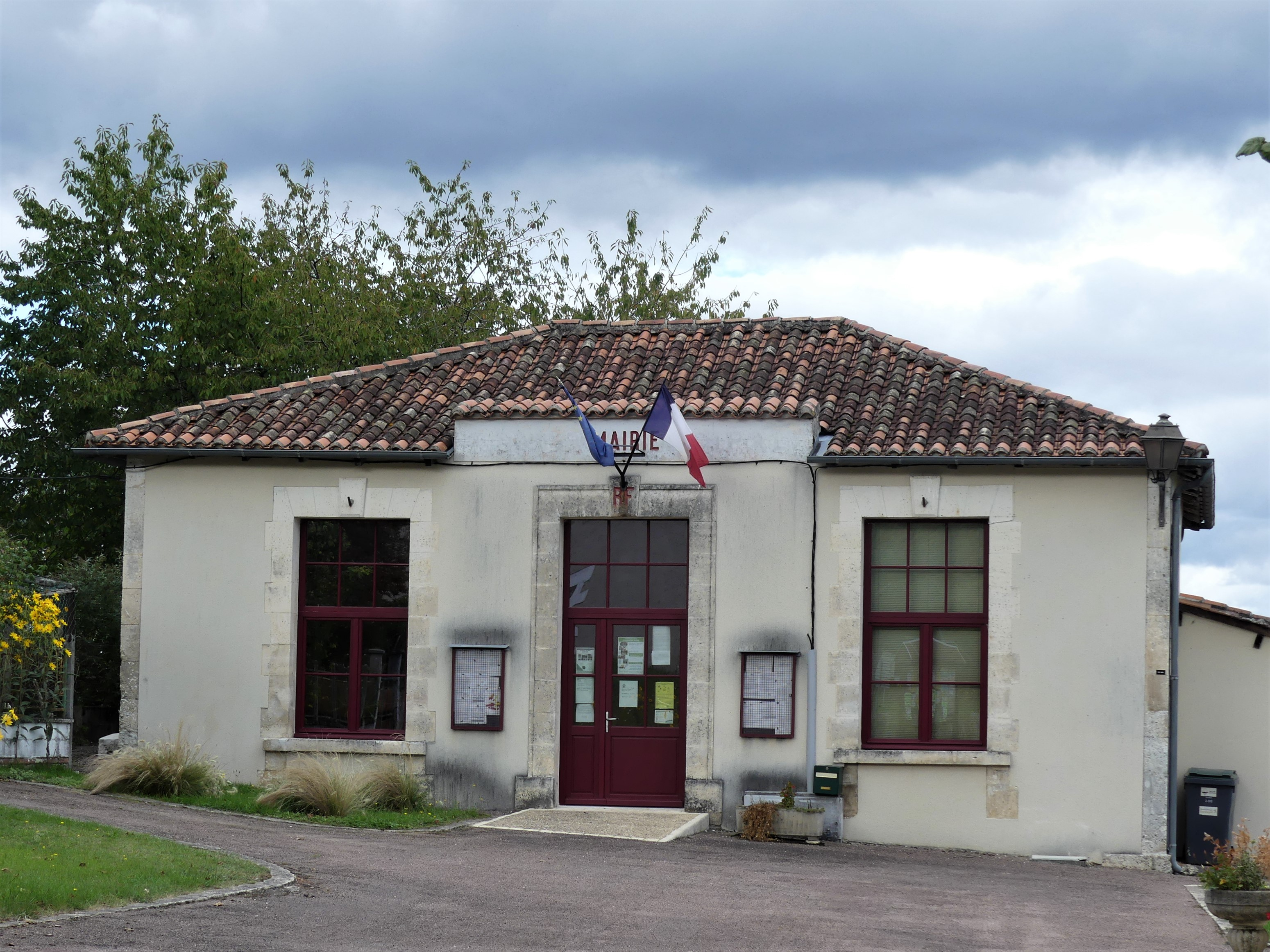
La mairie déléguée (ancienne mairie) en 2019.

| Période                                  | Période       | Identité         | Étiquette | Qualité  |
| ---------------------------------------- | ------------- | ---------------- | --------- | -------- |
| Les données manquantes sont à compléter. |               |                  |           |          |
|                                          |               |                  |           |          |
| mars 1977                                | mars 2008     | Edmonde Gury     |           |          |
| mars 2008                                | avril 2014    | Pierre Varaillon | SE        | Retraité |
| avril 2014                               | décembre 2016 | Pierre Morin     |           |          |

| Période                          | Période  | Identité     | Étiquette | Qualité |
| -------------------------------- | -------- | ------------ | --------- | ------- |
| janvier 2017 (réélu en mai 2020) | En cours | Pierre Morin |           |         |

## Démographie
Les habitants de Puyrenier se nomment les Puyrénois.
En 2016, dernière année en tant que commune indépendante, Puyrenier comptait 57 habitants. À partir du XXIe siècle, les recensements des communes de moins de 10 000 habitants ont lieu tous les cinq ans (2006, 2011, 2016 pour Puyrenier). Depuis 2006, les autres dates correspondent à des estimations légales.
Au 1er janvier 2022, la commune déléguée de Puyrenier compte 55 habitants.
| 1793 | 1800 | 1806 | 1821 | 1831 | 1836 | 1841 | 1846 | 1851 |
| ---- | ---- | ---- | ---- | ---- | ---- | ---- | ---- | ---- |
| 281  | 267  | 269  | 285  | 306  | 322  | 307  | 291  | 270  |

| 1856 | 1861 | 1866 | 1872 | 1876 | 1881 | 1886 | 1891 | 1896 |
| ---- | ---- | ---- | ---- | ---- | ---- | ---- | ---- | ---- |
| 260  | 251  | 245  | 238  | 236  | 216  | 228  | 208  | 205  |

| 1901 | 1906 | 1911 | 1921 | 1926 | 1931 | 1936 | 1946 | 1954 |
| ---- | ---- | ---- | ---- | ---- | ---- | ---- | ---- | ---- |
| 199  | 205  | 187  | 114  | 149  | 119  | 97   | 91   | 88   |

| 1962 | 1968 | 1975 | 1982 | 1990 | 1999 | 2006 | 2011 | 2016 |
| ---- | ---- | ---- | ---- | ---- | ---- | ---- | ---- | ---- |
| 68   | 58   | 63   | 52   | 62   | 55   | 59   | 57   | 57   |

## Économie
Les données économiques de Puyrenier sont incluses dans celles de la commune nouvelle de Mareuil en Périgord.

## Culture locale et patrimoine

### Lieux et monuments
- Dolmen disparu dit « la Pierre Tournante ».
- Chapelle Saint-Jean de Puyrenier[30].
- Château de Bellevue, XVIIe siècle[31], et sa chapelle Saint-Jean du XVIe siècle[32].
- Château de la Combe, XVIIe et XVIIIe siècles[33], un des fiefs de la famille de Maillard.
- Château de Lacaut (ou Lacaud), attesté en 1904[34].

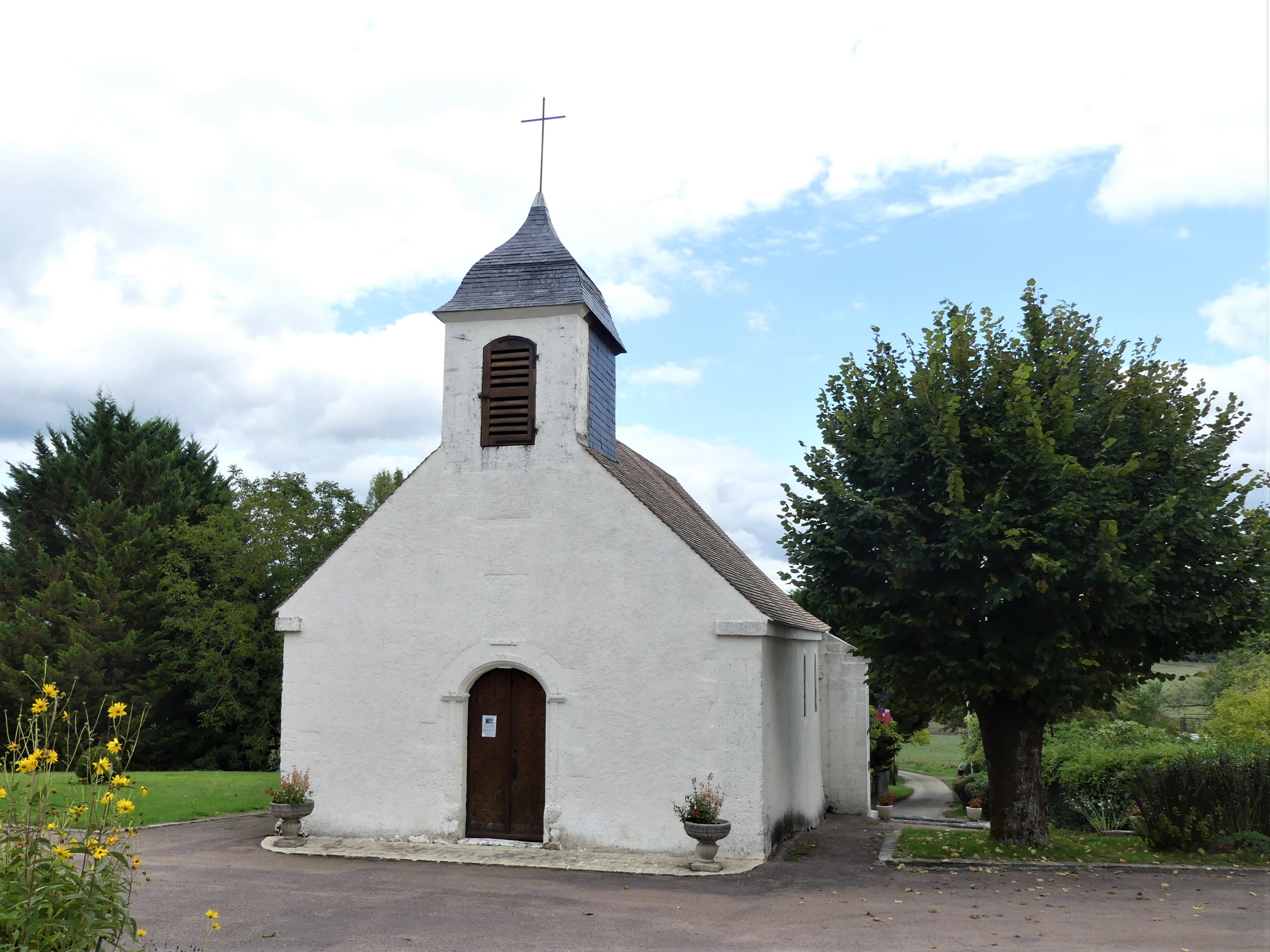
La chapelle Saint-Jean.
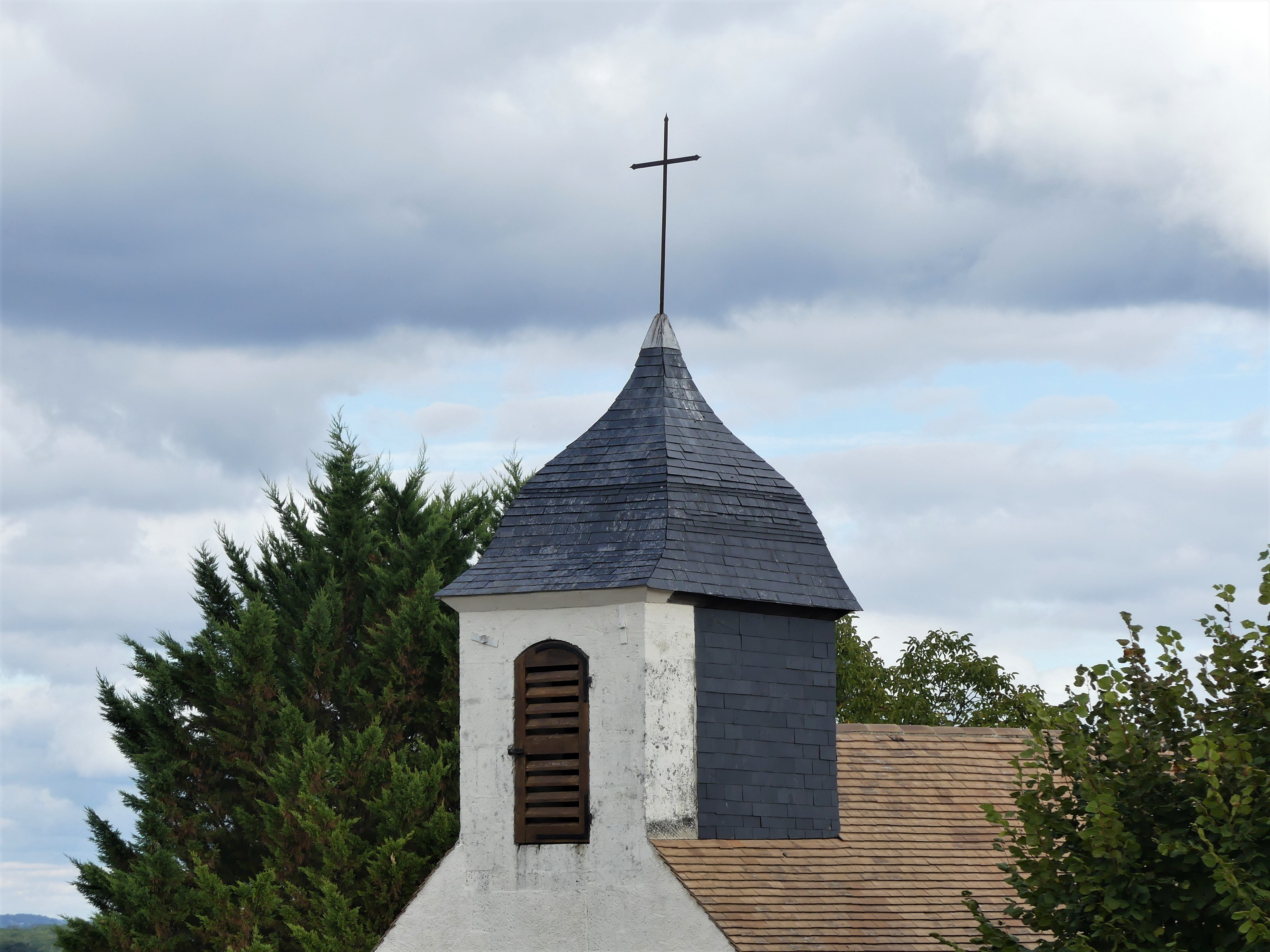
Le clocher de la chapelle.
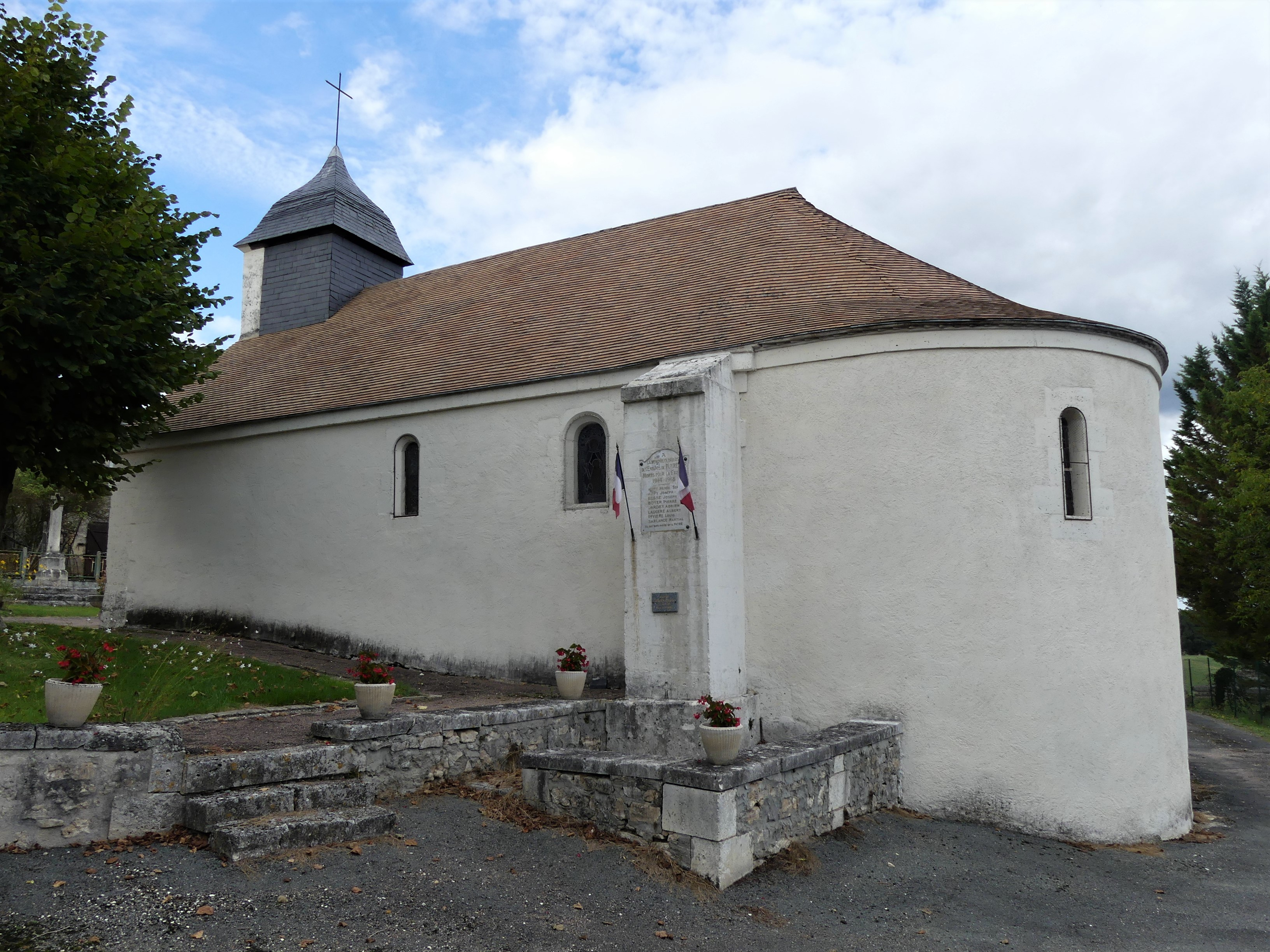
Le monument aux morts adossé à la chapelle.
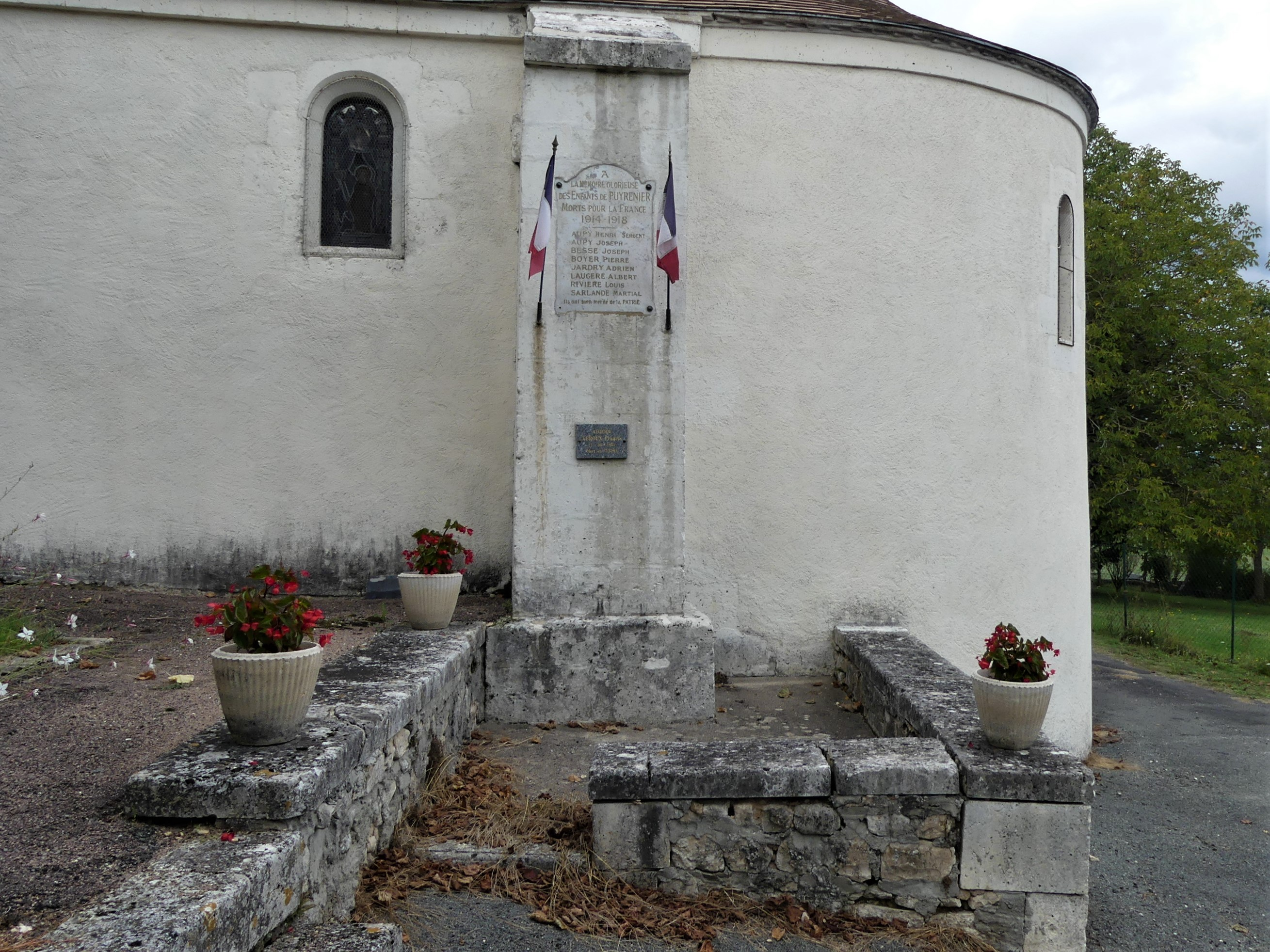
Le monument aux morts.

### Héraldique
| Blason de Puyrenier | Blason  | Écartelé au 1) et au 4) d’azur aux trois pommes de pin renversées d’or, au 2) et au 3) d'argent aux trois fasces de gueules, au franc-canton d’argent au roc d’échiquier de gueules. |
| Blason de Puyrenier | Détails | Le statut officiel du blason reste à déterminer. |